# Cây Sở Hữu Chính Mình

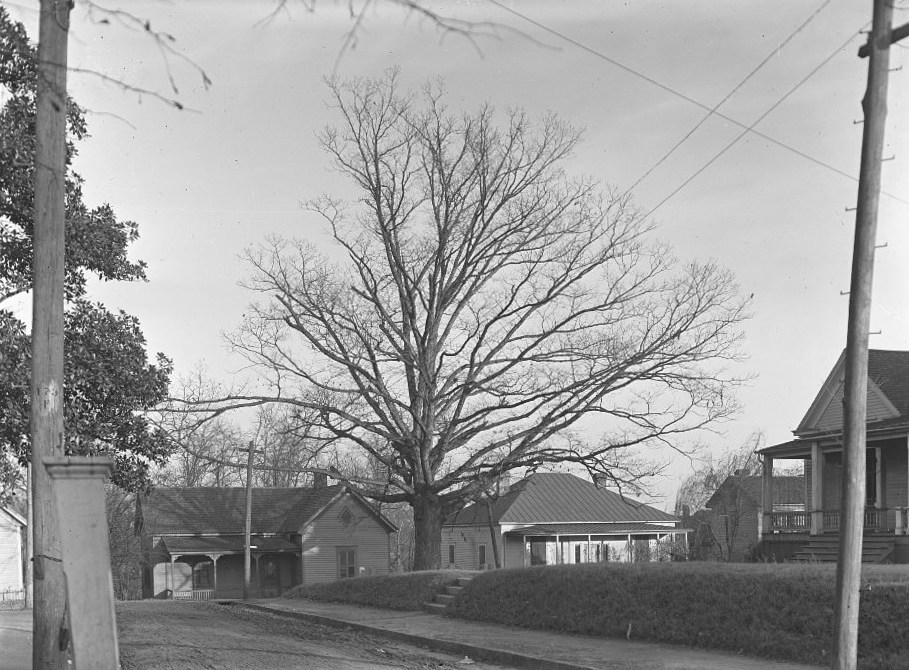
Hình ảnh Cây Sở hữu Chính Mình nguyên bản năm 1910

Cây Sở Hữu Chính Mình (Tree That Owns Itself) là một cây sồi trắng mà theo truyền thuyết, có quyền sở hữu pháp lý đối với chính nó và tất cả đất trong bán kính 2,4 m (8 ft) xung quanh cây. Có tên gọi khác là là Cây sồi Jackson, cây này ở ngã tư Phố South Finley và Dearing ở Athens, Georgia, Mỹ. Cây nguyên bản, được cho là đã bắt đầu sống từ khoảng thế kỷ 16 đến cuối thế kỷ 18, đã bị đổ vào năm 1942. Một cây mới được trồng từ một hạt giống của cây cũ tại cùng vị trí đó và tồn tại tới ngày nay, đôi khi được gọi là Con của Cây Sở Hữu Chính Mình (Son of the Tree That Owns Itself). Cả hai cây đã xuất hiện trên nhiều ấn phẩm quốc gia Hoa và cây này là một địa điểm nổi tiếng địa phương.